# Алекса Блис
Алексис „Лекси“ Кабрера (родена на 9 август 1991) е американска културистка и професионална кечистка с договор с WWE, където участва в шоуто Разбиване под името Алекса Блис. Тя е първата двукратна Шампионка при жените на Разбиване, както и трикратна Шампионка при жените на Разбиване.

## Ранен живот
Кофман е родена и е израснала в Кълъмбъс, Охайо. Била е включвана в спортове от петгодишна, участвайки в софтбол, лека атлетика, кикбокс, и гимнастика. Като мажоретка, тя получи статус на Първа Дивизия в колежа. Тя също така прекара време в бодибилдинга, и е участвала в Арнолд Класик.

## Професионална кеч кариера

### WWE

#### NXT (2013 – 2016)
Блис подписа с WWE през май 2013 и започна в развиващата се територия на WWE, NXT. На 24 юли в епизод на NXT, записан от 20 юни, тя направи нейната първа телевизионна поява, поздравявайки първата Шампионка при жените на NXT, Пейдж. През август, беше добавена в състава на NXT в страницата на WWE.com с името Алекса Блис.
Тя игра като неизвестна говорителка на 20 ноември на NXT. Първата ѝ телевизионна поява в главния състав беше на КечМания 30 на 6 април 2014, където взе участие във влизането на Трите Хикса. Тя дебютира на ринга по телевизията а 8 май в епизод на NXT, участвайки в турнир за свободната Титла при жените на NXT. Тя победи бившата Шампионка на дивите на WWE Алиша Фокс в първия кръг, но загуби от Шарлът в полуфинала На 9 юни на NXT, Блис победи Саша Банкс въпреки намесването на Съмър Рей и Шарлът.
След отсъствие от ринга поради контузия, Блис се върна на 11 март 2015 на NXT, побеждавайки Кармела. На следващата седмица, тя победи шампионката при жените на NXT чрез отброяване в мач без заложба, с което Блис получи мач за титлата на 2 март, който загуби.
На 13 май на NXT, Блис победи Кармела след като Отборните шампиони на NXT Блейк и Мърфи я разсяха. На 20 май, на NXT Завземане: Неудържими, Блис помогна на Блейк и Мърфи за си запазят титлите срещу Ензо Аморе и Колин Касиди, сформирайки съюз с тях, ставайки злодей. На 3 юни на NXT, Блис отново победи Кармела, с Блейк и Мърфи в нейния ъгъл. На 29 юли NXT, Блис помогна на Блейк и Мърфи да запазят титлите си срещу Водевиланс (Ейдън Инглиш и Саймън Гоч), и шамароса Инглиш и Гоч след мача. Водевиланс получиха реванш за Отборните титли на NXT срещу Блейк и Мърфи на NXT Завземане: Бруклин, който спечелиха, след като Блу Пентс попречи на Блис да се намесва по време на мача. Това доведе до мач между двете, където Алекса победи Блу Пентс в индивидуален мач на 2 септември на NXT.
През октомври и ноември, Блис започна да враждува с Бейли за Титлата при жените на NXT, след като Блис се намеси в отпразнуването на Бейли за мача ѝ на NXT Завземане: Респект, провокирайки я и твърдейки, че иска титлата. След като Блис загуби от Бейли в смесен отборен мач между жестима, двете се биха в главния мач на 18 ноември на NXT, където Блис не успя да спечели тилтлата. На 13 януари 2016, на NXT, Блис участва в претендентска кралска битка, която беше спечелена от Кармела. След като Блейк ки Мърфи загубиха от Остин Ейрис и Шинске Накамура на 8 май на NXT, Блис и Блейк оставаха Мърфи. Седмица по-късно на 25 май NXT, Блис се би в мач Тройна заплаха срещу Ная Джакс и Кармела, който определя главната претендентка за Титлата при жените на NXT Завземане: Край, който беше спечелен от Ная Джакс.

## Личен живот
Кофман разкри, че е страдала от животозастрашаващо хранително разстройство, когато тя е била по-млада, но бодибилдинга ѝ помогнал да го преодолее. Тя е запален фен на Дисни. Кофман отбеляза Триш Стратъс и Рей Мистерио като нейното вдъхновение към кеча.

## В кеча
- Финални ходове
  - Sparkle Splash[34][35] (Rounding moonsault)[36][37]
- Ключови ходове
  - Chokehold STO, на пристигащ опонент[32][37][38]
  - Diving somersault evasion[14][15]
  - Glitter Blizzard[39] (Leg trap sunset flip powerbomb)[40][41]
  - Glitz Flip[35][36] (Standing moonsault double knee drop)[38][42]
  - Keylock[25][29][43]
  - Legsweep[17][42][44]
  - Многократни удари, в тила или на опонент с лицето надолу[32][38]
  - Modified neck wrench[22][38]
  - Over the shoulder arm drag[29][43]
  - Tilt-a-whirl headscissors takedown,[45][46] понякога последван от inside cradle[14][15]
- Мениджъри
  - Блейк и Мърфи[22]
- Придружавайки
  - Блейк и Мърфи[47]
- Входни песни
  - „Bling Bling“ на Billy Sherwood & Marc Ferrari[48] (NXT; 8 май 2014 – 25 септември 2014)
  - „Blissful“ на CFO$[49] (NXT; 25 септември 2014 – 13 мюй 2015)
  - „Opposite Ends of the World“ на CFO$[50] (NXT; 20 май 2015 – 18 май 2016; използвана докато придружава Блейк и Мърфи)
  - „Spiteful“ на CFO$[51] (NXT; 18 ноември 2015 – )

## Титли и постижения
- Pro Wrestling Illustrated
  - No.29 в топ 50 индивидуални кечистки в PWI Female 50 за 2016
- WWE
  - Шампионка при жените на Първична сила (3 пъти)
  - Шампионка при жените на Разбиване (2 пъти)
  - Отборна шампионка при жените на WWE (3 пъти) – с Ники Крос (2) и Аска (1)
  - 24/7 шампион (1 път)
  - Договора в куфарчето (2018)